# Kovács Elemér (színművész)
Kovács Elemér (1835. május 4. – Szabadka, 1914. július 14.) jeles drámai színész.

## Életútja
Színész lett 1856. május 8-án. 25 évig működött, majd nyugalomba vonult. Ezután Nyíregyházán telepedett meg, ahol a városi tanács a Sóstó pénztárosává nevezte ki.  Az ott időző nyári színtársulatok bérleteit is ő eszközölte. Innen gyengélkedése miatt Szabadkára költözött, ahol 1906. március 8-án megülte 50 éves jubileumát a Vén bakancsos Veres csapláros szerepében, majd itt is hunyt el nyolc évvel később.